# Caldwell (Kansas)
Caldwell – miasto w Stanach Zjednoczonych, w stanie Kansas, w hrabstwie Sumner.